# Phytoliriomyza jacarandae
Phytoliriomyza jacarandae är en tvåvingeart som beskrevs av Steyskal och Spencer 1978. Phytoliriomyza jacarandae ingår i släktet Phytoliriomyza och familjen minerarflugor. Inga underarter finns listade i Catalogue of Life.